# Montfort (Québec)
Pour les articles homonymes, voir Montfort.
Montfort est un village du Québec, fondé en 1884, situé dans la région administrative des Laurentides à 80 km au nord-ouest de Montréal. Depuis 1958, Montfort est, avec Laurel et Saint-Michel, partie constitutive de la municipalité de Wentworth-Nord, au sein de la municipalité régionale de comté Les Pays-d'en-Haut. La région, dotée de multiples lacs et avantagée d'un couvert forestier bien préservé, attire les plaisanciers, autant estivants qu'amateurs de sports d'hiver. L'état de la nature y favorise le maintien d'une faune diversifiée. L'organisme Conservation de la nature Canada protège de larges secteurs au pourtour du lac Notre-Dame.

## Historique
En 1880, dans le contexte des efforts de colonisation des Laurentides (surnommés Les pays d'en Haut), encouragés par l'influent curé de Saint-Jérôme, François-Xavier-Antoine Labelle, des lots étaient acquis au pourtour du lac Saint-François-Xavier. Des installations apparurent en 1881 : quelques maisons et un moulin à scie hydraulique.
En 1882, M.Benjamin-Victor Rousselot, prêtre de Saint-Sulpice et curé de la paroisse Notre-Dame de Montréal, conçut le projet d'un orphelinat en milieu rural; avec le support de Mgr Joseph Thomas Duhamel, archevêque d'Ottawa, il convainquit les Pères missionnaires Montfortains de la Compagnie de Marie, en France, d'en être les maîtres d'œuvre. Les Monfortains arrivèrent dès l'été 1883 en ce qui s'appelait alors Notre-Dame-des-Lacs. Le site choisi pour ériger l'institution se trouvait à l'extrémité nord du lac Saint-François-Xavier, sur sa rive ouest, tout près de la décharge du lac dont les eaux s'écoulent en direction du lac Chevreuil. Le 24 août 1883, la petite communauté de deux Pères et six Frères Montfortains accueillait ses premiers orphelins. C'est le 16 septembre 1883 que Mgr J. Thomas Duhamel inaugura officiellement L'Orphelinat agricole de Notre-Dame de Monfort.

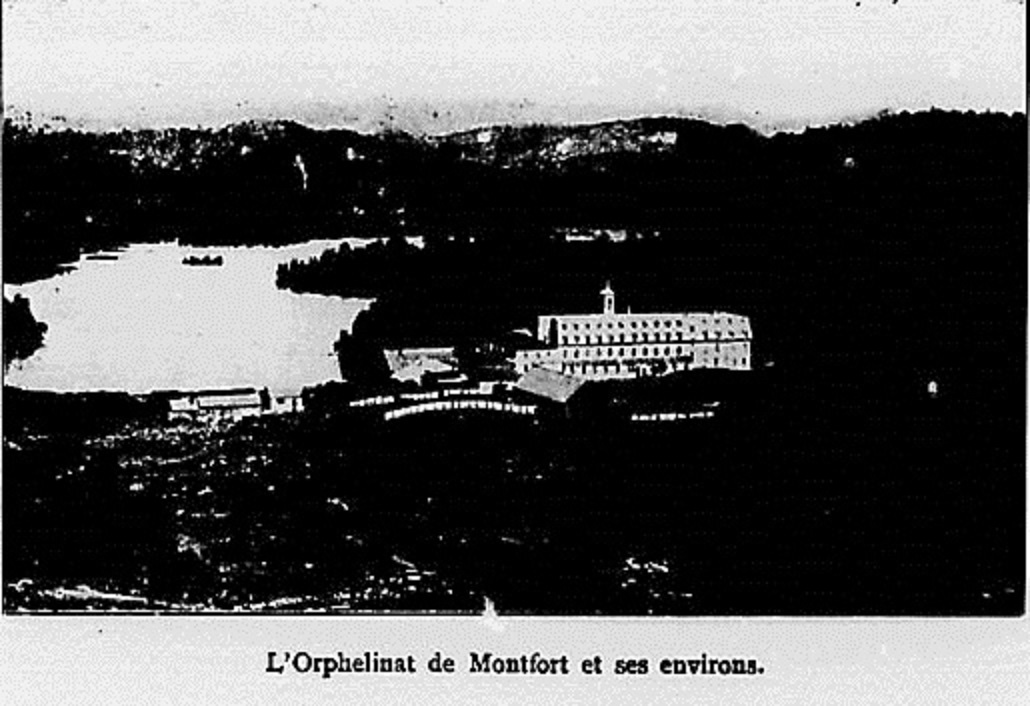
Orphelinat agricole de Notre-Dame de Montfort, dominant le lac Chevreuil.

Le village fut constitué officiellement en 1884 et renommé Montfort en mémoire du saint fondateur de la Compagnie de Marie, Louis-Marie Grignion de Montfort (1673-1716), canonisé en 1947 par le pape Pie XII.
La présence de l'orphelinat joua un rôle majeur dans l'essor de Montfort, avec le soutien moral et financier de nombreux bienfaiteurs ( MM. François Froidevaux, François-Xavier Montmarquette, Eusèbe Sénécal, George Laurent, Jean-Claude Auger, L.A. Grenier, Joseph Brunet, etc.).
Le Père Pierre Fleurance, premier supérieur de l'institution (de 1883 à 1887), s'assura de la collaboration des religieuses de la Congrégation des Filles de la Sagesse qui se joignirent à l'œuvre dès septembre 1884.
La contribution du Père Armand L. Bouchet (supérieur de 1887 à 1907) et du Frère Hugolin fut pour beaucoup dans le succès de l'établissement.
L'Orphelinat agricole de Notre-Dame de Montfort se voulait une œuvre patriotique visant à former des agriculteurs modèles et des artisans habiles et industrieux, développés en vue du service domestique, à la vie industrielle ou à la vie dans les champs. C'est dans cette optique que l'on créa une division parallèle, l'École Industrielle de Notre-Dame de Montfort. Ainsi, en plus du métier d'agriculteur, furent favorisés les métiers dans la boulangerie, la peinture, la cordonnerie, la menuiserie, la couture, la forge, la briqueterie, la reliure et l'imprimerie. Par la suite, on enseigna aussi la tenue de livres, la sténographie, la dactylographie et le dessin.
En 1887,sur les conseils du Curé Labelle, et avec le soutien d'un bienfaiteur l'abbé Gédéon-Ubalde Huberdeau, les Montfortains acquirent une ferme dans la vallée de la rivière Rouge dans le canton d'Arundel, un site plus propice pour l'agriculture. On y établit une succursale de l'Orphelinat agricole de Notre-Dame de Montfort, voué à la formation à l'agriculture pour les orphelins atteignant l'âge de 15 à 21 ans. Ce secteur du canton d'Arundel, où se trouvait déjà la mission de Notre-Dame-de-la-Merci (fondée en 1881) et plusieurs pionniers installés vers 1883, allait ultérieurement devenir le village de Huberdeau.
Lors du jubilé des 25 ans, célébré en 1909 (donc en fait 26 ans), l'Orphelinat comptait alors sur le travail éducatif et de soutien de 6 pères, 20 frères et 68 religieuses. Il abritait 480 orphelins, enfants de 4 à 12 ans et adolescents jusqu'à l'âge possiblement de 21 ans (soit 300 à Montfort, 150 à Huberdeau, une trentaine en stage chez des particuliers). En 25 ans, déjà 2500 orphelins avaient été hébergés et éduqués.
Les Montfortains ont géré l'Orphelinat à Huberdeau jusqu'en 1923, cédant la gestion aux Frères de Notre Dame de Miséricorde ( Frères de la Miséricorde de Malines). Ils continuèrent d'œuvrer à l'Orphelinat de Montfort jusqu'en 1935. La Congrégation de Sainte-Croix a repris le site pour en faire une École des métiers. En 1960 les bâtiments, ne répondant plus à la norme, furent démolis, ce qui clôt une période des plus importantes dans l'histoire de Montfort,.
À Montfort fut également établi le Noviciat des Frères Montfortains, qui y demeurera jusque vers 1940.

## Données topographiques
La région de Montfort, après celles de Mont-Tremblant et de Saint-Donat, occupe un des niveaux d'altitude les plus élevés de la région administrative des Laurentides, s'échelonnant de 400 m à 520 m (sommet immédiatement à l'ouest des lacs Aubry). Comparativement notons le Mont Saint-Sauveur (380 m), le Mont Hurtubise à Morin-Heights (420 m), le Mont Sainte-Agathe (540 m), le Mont Gaudet à Saint-Donat (740 m), le Mont-Tremblant (968 m). Il existe aussi un sommet culminant à (840 m) jouxtant à l'ouest le Mont des Cascades à Saint-Donat. Cependant, le plus haut sommet de la chaîne de montagnes des Laurentides (Laurentides (montagnes)) est le Mont Raoul-Blanchard (1 181 m), près de Québec, tandis que le Mont Sainte-Anne culmine à 803 m,

## Bassin versant
La municipalité de Wentworth-Nord est traversée par la ligne de partage des eaux du bassin versant de la rivière Rouge et du bassin versant de la rivière du Nord. À Montfort cette ligne, correspondant ici à une ligne de crête, délimite par exemple l'écoulement des eaux des lacs Wheeler, Notre-Dame et Saint-Victor en direction de la rivière Rouge, tandis que les eaux du lac Saint-François-Xavier sont dirigées vers la rivière du Nord .

## Toponymie homonymique
- Le chemin de Montfort, à Saint-Adolphe-d'Howard, relie la route 364 et Montfort, tout en longeant la rivière et le lac Chevreuil. À Montfort même, il prend le nom de route Principale.
- Le chemin des Montfortains, à Montfort, fut ainsi nommé en l'honneur des Pères Missionnaires Montfortains et des Frères Montfortains de La Compagnie de Marie, dont le rôle dans le développement de Montfort fut majeur. Prenant son emprise à la route Principale, il se dirige en direction sud-ouest jusqu'à la tête du lac Notre-Dame.
- Outre Saint-Adolphe-d'Howard, dix-sept autres municipalités du Québec ont attribué le toponyme Montfort à une de leurs rues, dont Montréal, Québec, Laval, Gatineau, Sherbrooke[10].

## Sport et nature
À Montfort, le sport se retrouve facilement en connexion avec la nature. Outre la baignade, le canotage et autres sports aquatiques dans les nombreux lacs, la région regorge de sentiers propices à la randonnée pédestre, dont le plus connu est le Corridor aérobique. Ce dernier est un parc linéaire, situé sur un ancien tracé de voie ferrée, et constitué d'un sentier de 58 km reliant Morin-Heights à Saint-Rémi-d'Amherst, en passant par Montfort, Lac-des Seize-Îles, Montcalm (Weir), Arundel et Huberdeau. On y pratique le cyclisme et la randonnée pédestre l'été, de même que le ski nordique et la raquette l'hiver. Sur son trajet, le Pavillon récréatif et communautaire de Montfort, (aménagé dans les locaux de l'ancienne église de la paroisse Notre-Dame-des-Nations), offre l'occasion d'une pause et les commodités d'aisance. La section de 9 km entre Morin-Heights et Montfort est particulièrement appréciée par les cyclistes et les amateurs de ski nordique. Certaines sections du Corridor aérobique peuvent également accommoder les adeptes de motoneige.
De plus, l'hiver, hors du Corridor aérobique, des pourvoyeurs de Montfort offrent la possibilité de randonnées en traîneaux à chiens,